# Witham St. Hughs
Witham St. Hughs – wieś i civil parish w Anglii, w Lincolnshire, w dystrykcie North Kesteven. W 2011 roku civil parish liczyła 2346 mieszkańców.